# 鎮海路駅
鎮海路駅（ちんかいろえき、閩南語:Tìn-hái-lō͘ tsām）は、中華人民共和国福建省廈門市思明区鎮海路と思明南路の交差点にある、廈門軌道交通1号線の駅である。当該駅も廈門軌道交通1号線の駅では最南端に位置する駅である。

## 歴史
- 2017年12月31日1号線の駅として開業。

## 駅構造

### のりば
| 番線 | 路線              | 方面                                    | 行先        |
| ---- | ----------------- | --------------------------------------- | ----------- |
|      | 廈門軌道交通1号線 | 中山公園・将軍祠・文竈・中集美大道 方面 | 岩内路 行き |

## 隣の駅
廈門軌道交通
■1号線
鎮海路駅 - 中山公園駅